# Arberanik
Arberanik fou un districte de Baspracània a la part nord-est del llac Van a la regió de Khelat (Akhlat). Fou feu de l'Arberaní.
Limitava al nord amb Garní; a l'est amb Garní i Barilovit; al sud amb el Balunik i el Bogunik; i a l'oest amb l'Akhiovit i el llac Van.
La fortalesa d'Amiuk era a la frontera amb el Bogunik.